# 久田慶三
久田 慶三（ひさだ けいぞう、1897年（明治30年）1月20日 - 1983年（昭和58年）7月29日）は、日本の政治家、実業家。愛知県常滑市長（5期）、西浦町長、西浦町議会議員、常滑市名誉市民。

## 来歴
愛知県常滑市出身。1911年（明治44年）、西浦町立第一尋常高等小学校卒業。西浦町議会議員、西浦町長、常滑市参与、常滑市助役などの公職を歴任した。
1959年（昭和34年）常滑市長に初当選。1979年（昭和54年）まで5期20年にわたり市政を担った。
市長在職中、老朽校舎解消のため4中学校、8小学校のすべてを鉄筋構造に改築し、さらに屋内運動場やプールも積極的に建設した。1968年（昭和43年）9月に愛知県陶磁器試験場（現在の「あいち産業科学技術総合センター 産業技術センター 常滑窯業試験場」）を移転新築、1970年（昭和45年）に常滑市陶磁器会館を建設し、業界の振興と発展に大きく寄与した。
退職後は玉井織布有限会社の代表取締役として会社経営に当たった。
1983年（昭和58年）7月29日、死去。86歳没。